# NORDEFCO
NORDEFCO (engelsk: Nordic Defence Cooperation), Nordisk Forsvarssamarbejde er siden 2009 betegnelsen for et formaliseret samarbejde på forsvarsområdet imellem de fem nordiske lande: Danmark, Finland, Island, Norge og Sverige.
I 2016 havde Danmark formandskabet for NORDEFCO.

## Formål
Samarbejdet vedrører forsvarspolitik, militære færdigheder og effektivisering, internationale operationer under f.eks. FN samt forsvarsindustri og militærteknologi.
Derimod er der ikke tale om en egentlig skandinavisk forsvarsalliance med gensidig forsvarsforpligtelse, og medlemmernes militære allianceforhold og deltagelse i internationalt militærsamarbejde er stadig forskellige: Danmark, Sverige, Finland, Island og Norge er medlemmer af NATO. Desuden deltager Sverige, Finland og Norge i EU's nordiske kampgruppe, men ikke Danmark, der grundet det tidligere EU-forbehold på forsvarsområdet valgte at stå uden for NBG. Der er ikke enighed om, hvorvidt etableringen af NORDEFCO er eller bør være et skridt imod at styrke Finlands og Sveriges integration i NATOs militærstrukturer.

## Historie
NORDEFCO blev oprettet ved underskrivelsen af en fælles hensigtserklæring (memorandum of understanding) i Helsinki den 4. november 2009. Samarbejdet afløste tre tidligere samarbejder vedrørende fredsbevarende styrker (NORDCAPS), forsvarsmateriel (NORDAC) og generelt militærsamarbejde (NORDSUP).

## Struktur
NORDEFCOs arbejde ledes af en politisk styrekomité (Policy Steering Committee) og af en militær koordinationskomité (Military Coordination Committee). Det konkrete arbejde på de forskellige samarbejdsområder udføres af ansatte i medlemslandenes nationale militærinstitutioner.
Der er fem samarbejdsområder (COPAs):
- Militære kapaciteter (Capabilities, COPA CAPA)
- Personel og uddannelse (Human Resources & Education, COPA HR&E)
- Træning og øvelser (Training & Exercises, COPA TR&EX)
- Militære operationer (Operations, COPA OPS)
- Materiel (Armaments, COPA ARMA)